# Трудный переход
«Трудный переход» — советская киноповесть 1964 года режиссёра Юрия Ерзинкяна по сценарию Михаила Овчинникова. Производство киностудии «Арменфильм» им. А. Бек-Назарова.
Премьера фильма состоялась в июне 1964 года в Ереване, а 21 сентября 1965 года был выпущен во всесоюзный кинопрокат. Фильм посмотрели 3,7 млн зрителей.

## Сюжет
Бригаду строителей под руководством Романова направляют на новое строительство под руководством инженера Тиграна Алексаняна. В ходе работы возникают конфликты между членами бригады, особенно между Тиграном и Завеном, который влюблен в девушку Асмик.
Тигран, хоть и опытный специалист, оказывается не лишённым честолюбия и карьеризма. Он создаёт искусственную атмосферу соперничества и напряжённости в бригаде Романова, представляя ситуацию так, будто только он способен добиться успеха. Однако и Романов, и Завен, не считают себя достойными звания бригады коммунистического труда.
Ситуация разрешается после аварии, произошедшей по вине бригады, когда Романов и Завен рассказывают правду о произошедшем на торжественном собрании. Под давлением фактов их правдивые слова заставляют думать обо всех участниках происходящего, включая и саму Асмик.
Бригада решает расформировать себя, но на следующее утро все члены бригады снова выходят на работу, понимая, что только объединёнными усилиями они смогут добиться успеха и преодолеть трудности. В итоге бригада продолжает свою работу, на этот раз уже единым фронтом, действуя вместе и поддерживая друг друга.

## В ролях
- Эдуард Хачатуров — Завен
- Альбина Агванян — Асмик
- Хорен Абрамян — Тигран
- Николай Крючков — Агбалов
- Валериан Виноградов — Андрей
- Вячеслав Жариков — Кузя
- Людмила Карауш — Галя
- Леонид Чубаров — Семён
- Елена Корнилова — Лиля
- Давид Малян — Давтян

## Съёмочная группа
- Автор сценария — Михаил Овчинников
- Режиссёр-постановщик — Юрий Ерзинкян
- Оператор — Сергей Геворкян
- Художники — Валентин Подпомогов, Сергей Сафарян
- Композитор — Эдвард Мирзоян
- Звукооператор — З. Мурадбекян
- Режиссёр — Ванцетти Даниелян
- Художник-гримёр — Хачик Зальян
- Монтажёр — Галина Милосердова
- Ассистенты режиссёра — Ж. Унанян, Д. Жамгарян
- Ассистенты оператора — Л. Атоян, Рудольф Жамгарян
- Ассистент художника — М. Гизгиян
- Операторы комбинированных съёмок — Г. Сигалов, В. Симоненко
- Художник комбинированных съёмок — О. Оганесян
- Редактор — Карен Калантар
- Директор картины — Р. Сароян
- Дирижёр Оркестра Главного управления по производству фильмов — Эмин Хачатурян